# Томас Баттон
Томас Баттон (англ. Thomas Button;  † 1634) — валлійський дослідник, офіцер Королівського військово-морського флоту Великої Британії.
В 1612—1613 роках Баттон командував експедицією, що намагалася знайти Генрі Гудзона і проплисти Північно-Західним проходом.  Баттон відкрив західне узбережжя Гудзонової затоки, нині Манітоба. Східна і Західна частина регіону Гудзонової затоки названо "Нью-Норт Уельс" (Новий Північний Уельс) і "Нью Саойт Уельс"  (Новий Південний Уельс) відповідно.

## Біографія
Томас Баттон народився в сім'ї дворянина Майлза Баттона з валлійського графства Гламорган. Поступив на військово-морську службу відразу після розгрому Непереможної армади, брав участь у відбитті нападу на Ірландію іспанців в 1588, 1589 і 1601 роках. Пізніше став корсаром і грабував іспанські судна в Вест-Індії.

### Експедиція в Гудзонську затоку
Повернувшись до Лондона, Баттон захопився ідеєю відшукати Північно-Західний прохід до Індії. На початку травня 1612 року два кораблі HMS Resolution і Discovery відпливли з Англії. Мета експедиції знайти Гадсона була лише декларована, у Баттона було чітке завдання вийти в протилежний океан на широті приблизно 58°, хоча бунт на кораблі Гадсона трапився набагато південніше, і завдання обстежити західний берег Лабрадору у Баттона не стояло.
Пропливши через Гудзонову затоку, Баттон назвав знайдений острів на честь одного зі своїх кораблів — Резолюшн. Рухаючись на захід, експедиція виявила з півночі острова Саутгемптон і Котс. Спустившись по західному березі Гудзонової затоки і відкривши річку Черчилл, зиму експедиція провела в гирлі річки Нельсон (отримала свою назву на честь загиблого члена екіпажу — штурмана).
Покинувши майбутнє поселення Порт-Нельсон наступного року вже одне судно (за зиму «Resolution» потонуло) попрямувало на північ у пошуках Північно-Західного проходу. Західний берег Гудзонової затоки був названий Баттоном Новий Північний Уельс і Новий Південний Уельс. У пошуках шляху в Китай Баттону вдалося досягти 65° пн.ш., проте берег ніяк не хотів повертати на захід. Тому, дійшовши до протоки Рос-Велком 29 липня 1613, експедиція розвернулася і вирушила назад. На зворотньому шляху був відкритий острів Мансел (названий на честь віце-адмірала сера Роберта Мансела, 1573—1653); до Англії корабель повернувся 27 вересня 1613 року.

### Подальне життя
У серпні 1616 король Яків I за заслуги посвятив Баттона в лицарі. Продовжуючи морську кар'єру, Баттон брав участь у кампанії 1620-1621 років проти піратів Алжирського узбережжя як тиловий адмірал. Пізніше був призначений «Адміралом кораблів його Величності біля берегів Ірландії» (Admiral of the King's Ships on the coast of Ireland), де і служив до кінця кар'єри. Помер у квітні 1634 року.